# Sylvie Iskin
Sylvie Iskin (23 de septiembre de 1966 –6 de febrero de 2015) fue una deportista francesa que compitió en halterofilia. Ganó dos medallas en el Campeonato Europeo de Halterofilia, plata en 1996 y bronce en 1991.

## Palmarés internacional
| Campeonato Europeo | Campeonato Europeo      | Campeonato Europeo | Campeonato Europeo |
| Año                | Lugar                   | Medalla            | Categoría          |
| ------------------ | ----------------------- | ------------------ | ------------------ |
| 1991               | Varna (Bulgaria)        | Medalla de bronce  | +82,5 kg           |
| 1996               | Praga (República Checa) | Medalla de plata   | +83 kg             |